# Canton de Sospel
Le canton de Sospel est une ancienne division administrative française, située dans le département des Alpes-Maritimes et la région Provence-Alpes-Côte d'Azur.

## Composition
Le canton de Sospel était composé des communes de :
| Nom                | Code Insee | Intercommunalité           | Population (dernière pop. légale) |
| ------------------ | ---------- | -------------------------- | --------------------------------- |
| Sospel (chef-lieu) | 06136      | CA de la Riviera française | 3 709 (2014)                      |
| Castillon          | 06036      | CA de la Riviera française | 380 (2014)                        |
| Moulinet           | 06086      | CA de la Riviera française | 268 (2014)                        |

## Représentation

### conseillers généraux de 1861 à 2015
| 1861            | 1871              | Louis Piccon                             | Centre gauche         | Avocat Maire de Nice (1870) Député des Alpes-Maritimes (1871-1874)                                               |  |  |  |  |
| 1871            | 1902 (décès)      | Alfred Borriglione                       | Républicain           | Avocat Maire de Nice (1878-1886) Député des Alpes-Maritimes (1876-1894) Sénateur des Alpes-Maritimes (1894-1902) |  |  |  |  |
| 1902            | 1907              | Jules Letainturier (gendre du précédent) | Républicain           | Consul du Paraguay à Nice Secrétaire du Comité des fêtes de Nice                                                 |  |  |  |  |
| 1907            | 1919              | Julien Pastoris                          | Républicain           | Notaire Maire de Sospel (1904-1920)                                                                              |  |  |  |  |
| 1919            | 1931              | Antoine Gianotti                         | RG                    | Entrepreneur de travaux publics Député des Alpes-Maritimes (1928-1932) Sénateur des Alpes-Maritimes (1933-1939)  |  |  |  |  |
| 1931            | 1940              | Jean Médecin                             | Rép.ind.              | Avocat Député des Alpes-Maritimes (1932-1942) Maire de Nice (1928-1965)                                          |  |  |  |  |
|                 |                   |                                          |                       | |  |  |  |  |
| 1943            | 1944              | Louis Saramito                           |                       | Médecin à Sospel Ancien conseiller d'arrondissement Nommé conseiller départemental en 1943                       |  |  |  |  |
| 1944            | 1945              | Michel Domérego (1876-1964)              |                       | Maire de Sospel (1920-1944) Nommé conseiller départemental en 1944                                               |  |  |  |  |
|                 |                   |                                          |                       | |  |  |  |  |
| 1945            | 1946 (annulation) | Jean-Paul Comiti                         | PCF                   | Instituteur Conseiller de l'Union française (1947-1955) Conseiller municipal de Nice (1947-1959)                 |  |  |  |  |
| 1946            | 1947 (annulation) | Paul Tardivo                             | SFIO                  | Ingénieur des services agricoles Maire de Sospel (1947-1971)                                                     |  |  |  |  |
| 18 janvier 1948 | 1951              | Auguste Cotta                            | Soc.ind.              | Retraité des PTT Premier adjoint au maire de Sospel (1947-1965)                                                  |  |  |  |  |
| 1951            | 1970              | Jean Fossati                             | DVG puis CD           | Notaire à Nice, suppléant du député Francis Palmero                                                              |  |  |  |  |
| 1970            | 1994              | Pierre Gianotti (1923-2005)              | RI puis RPR           | Hôtelier Maire de Sospel (1971-1992)                                                                             |  |  |  |  |
| 1994            | 2015              | Jean-Mario Lorenzi                       | DVD puis RPR puis UMP | Cadre Maire de Sospel (1993-2014)                                                                                |  |  |  |  |

### Conseillers d'arrondissement (de 1861 à 1940)
| Période                                  | Période                   | Identité                      | Étiquette | Qualité |
| ---------------------------------------- | ------------------------- | ----------------------------- | --------- | --- |
| avant 1869                               | 1871                      | M. Charles Alberti            |           | Officier supérieur en retraite à Sospel                                                                     |
| 1871                                     | 1886                      | M. Léonce Pastoris            |           | Propriétaire à Sospel, puis consul de Monaco à Nice                                                         |
| 1886                                     | 1892                      | M. Charles Vachieri-Rostagni  |           | Maire de Sospel (1882-1884 et 1888)                                                                         |
| 1892                                     | 1894 (démission d'office) | M. Charles Ghirardi           |           | Maire de Sospel                                                                                             |
| sep.1894                                 | 1898                      | M. Emmanuel Bonfante          |           | Maire de Sospel (1893-1897)                                                                                 |
| 1898                                     | 1904                      | M. Félix Ghirardi (1850-1933) |           | Négociant, maire de Sospel                                                                                  |
| 1904                                     | 1910                      | M. Julien Pastoris            |           | Notaire, maire de Sospel                                                                                    |
| 1910                                     | 1940                      | M. Louis Saramito (1884-1951) |           | Médecin à Sospel                                                                                            |
| 1940                                     |                           |                               |           | Les conseils d'arrondissement ont été suspendus par la loi du 12 octobre 1940 et n'ont jamais été réactivés |
| Les données manquantes sont à compléter. |                           |                               |           | |

## Démographie
| 1962  | 1968  | 1975  | 1982  | 1990  | 1999  | 2006  | 2011  | 2012  |
| ----- | ----- | ----- | ----- | ----- | ----- | ----- | ----- | ----- |
| 2 689 | 2 944 | 2 103 | 2 414 | 2 972 | 3 416 | 3 990 | 4 121 | 4 175 |